# Валь-д'Аркомі
Валь-д'Аркомі (фр. Val d'Arcomie) — муніципалітет у Франції, у регіоні Овернь-Рона-Альпи, департамент Канталь. Валь-д'Аркомі утворено 1 січня 2016 року шляхом злиття муніципалітетів Фавроль, Лубаресс, Сен-Жуст i Сен-Марк. Адміністративним центром муніципалітету є Лубаресс. Населення — 970 осіб (01.01.2021).